# Lucky Days (SS501)
Lucky Days è il terzo singolo della boy band sudcoreana SS501 pubblicato per il mercato giapponese il 18 giugno 2008 dalla Pony Canyon.

## Tracce
Edizione regolare PCCA-02692
1. LUCKY DAYS
2. Summer Blue
3. Hoshizora (ホシゾラ; Starry Sky) (CD only)
4. Kimi wo Utau Uta (君を歌う歌) (Limited Edition CD only)
5. LUCKY DAYS (Instrumental)
6. Summer Blue (Instrumental)

## Classifiche
| Classifica (2007) | Posizione massima |
| ----------------- | ----------------- |
| Giappone (Oricon) | 4                 |